# Reichsdeutsche
La parola tedesca Reichsdeutsche è un termine storico che significa letteralmente "tedesco dell'Impero/Stato", cioè indicava tutti i tedeschi etnici cittadini del Reich; si contrapponeva a Volksdeutsche, che invece indicava gli appartenenti a comunità di etnia tedesca che erano rimaste fuori dai confini dell'Impero dopo la sua formazione nel 1871.